# Дурово (Износковский район)
Д́урово — деревня в Износковском районе Калужской области России. Входит в состав сельского поселения «Деревня Алексеевка».

## География
Деревня находится в северной части Калужской области, в зоне хвойно-широколиственных лесов, в пределах южного склона Смоленско-Московской возвышенности, на правом берегу реки Изверь, к северу от автотрассы А130, на расстоянии примерно 15 км (по прямой) к юго-востоку от села Износки, административного центра района. Абсолютная высота — 185 м над уровнем моря.
Климат
Климат характеризуется как умеренно континентальный, с тёплым летом и умеренно холодной зимой. Среднегодовая многолетняя температура воздуха составляет 3,8 °C. Средняя температура воздуха самого тёплого месяца (июля) — 17,6 °C (абсолютный максимум — 38 °C); самого холодного (января) — −10 °C (абсолютный минимум — −43 °C). Среднегодовое количество атмосферных осадков составляет около 620 мм.
Часовой пояс
Деревня Дурово, как и вся Калужская область, находится в часовой зоне МСК (московское время). Смещение применяемого времени относительно UTC составляет +3:00.

## Население
| 2002 | 2010 |
| ---- | ---- |
| 2    | ↗3   |

Половой состав
По данным Всероссийской переписи населения 2010 года, в гендерной структуре населения мужчины составляли 66,7 %, женщины — соответственно 33,3 %.
Национальный состав
Согласно результатам переписи 2002 года, в национальной структуре населения русские составляли 100 % из 2 чел.